# Hydraena lubrica
Hydraena lubrica (лат.) — вид жуков-водобродок рода Hydraena из подсемейства Hydraeninae.

## Распространение
Встречаются на Мадагаскаре.

## Описание
Водобродки мелкого размера (около 1,5 мм), удлинённой формы. Основная окраска коричневая. Спина темно-коричневая, голова более темная; ноги коричневые; нижнечелюстные щупики коричневые до светло-коричневых, дистальная ½ последнего пальпомера не темнее. От других представителей видовой группы отличается очень крупными метавентральными бляшками, каждая из которых длиннее и примерно в два раза шире межбляшечного пространства. Эдеагус имеет общее сходство с Hydraena antsahabe, но формы основной и дистальной частей, особенно вентрально, явно различаются; кроме того, размеры тела H. lubrica больше (около 1,5 против 1,37 мм). Взрослые жуки, предположительно, как и близкие виды, растительноядные, личинки плотоядные.

## Классификация
Вид был впервые описан в 2017 году американским энтомологом Philip Don Perkins (Department of Entomology, Museum of Comparative Zoology, Гарвардский университет, Кембридж, США) по типовым материалам с острова Мадагаскар. Включён в состав подрода Monomadraena и видовой группы Hydraena (Monomadraena) acicula.